# Thomas M. Müller
Thomas M. Müller (* 15. Oktober 1966 in Gera), eigentlich Thomas Matthaeus Müller, ist ein deutscher Grafiker und Illustrator. Er lehrt als Professor für Illustration an der Hochschule für Grafik und Buchkunst (HGB) in Leipzig.
Thomas M. Müller studierte an der HGB in der Klasse für Typografie bei Gert Wunderlich und an der Kantonalen Schule für Gestaltung in Luzern. Nach seinem Diplom 1993 war er Meisterschüler bei Karl-Georg Hirsch. Im Anschluss an sein Studium arbeitete Thomas M. Müller freiberuflich, unter anderem für den Verlag Antje Kunstmann, die Büchergilde Gutenberg und den Carl Hanser Verlag.
Von 2002 bis 2004 war Thomas M. Müller Gastprofessor für Illustration an der Burg Giebichenstein Hochschule für Kunst und Design in Halle (Saale) und von 2004 bis 2007 Vertretungsprofessor an der Hochschule für Grafik und Buchkunst Leipzig. Zum Wintersemester 2007/2008 wurde er als Nachfolger von Volker Pfüller an die HGB berufen.
Thomas M. Müller ist für seine farbenfrohen, flächigen Grafiken bekannt. Seine Buchillustrationen wurden mehrfach prämiert, darunter 2003 mit einer Bronzemedaille im Wettbewerb Schönste Bücher aus aller Welt (für Lebensmittel. Was Kinder brauchen, Büchergilde Gutenberg) und 2005 mit dem 1. Preis der Stiftung Buchkunst (für Mit einem Reh kommt Ilka ins Merkur, Connewitzer Verlagsbuchhandlung). 2013 erschienen die von Müller illustrierte Ausgabe von Raymond Chandlers Der große Schlaf in der Edition Büchergilde sowie das Pappbilderbuch Was braust so schnell vorbei? im Moritz Verlag.
Er ist der Sohn des Illustrators, Grafikdesigners und Kunstprofessors Rolf Felix Müller (1932–2021).

## Einzelausstellungen (Auswahl)
- 2020 Brandenburg, Galerie Sonnensegel ("Mixtapi")[1]